# Los Bando
Los Bando è un film del 2018 diretto da Christian Lo.

## Trama
Aksel, Grim, Thilda e Martin, i quattro componenti della band giovanile "Los Bando Immortale", partono per un lungo viaggio verso il nord della Norvegia per partecipare ad campionato di rock.  da polizia e folli parenti.

## Accoglienza

### Botteghini
Il film ha incassato ai botteghini di tutto il mondo 291.495 dollari.

## Riconoscimenti
- 2018 - Premio Amanda
  - Nomination Best Children Film
- 2018 - Festival internazionale del cinema di Berlino
  - Nomination Orso di cristallo
- 2018 - BUFF International Film Festival
  - Best Nordic Young Actor a Tage Johansen Hogness
- 2018 - Cinekid
  - Cinekid Lion audience Award
- 2018 - Giffoni Film Festival
  - Comix Award
- 2018 - Kristiansand International Children's Film Festival
  - Miglior film
- 2018 - Smile International Film Festival for Children & Youth
  - ECFA Award
- 2018 - Zlin Film Festival
  - Miglior film per bambini
- 2018 - Zurigo Film Festival
  - Miglior film per bambini
- 2019 - European Film Awards
  - Nomination Young Audience Award
- 2020 - Children KinoFest
  - Nomination Miglior film